# أوبنينسك
اوبنينسك (بالروسية: Обнинск) هي إحدى مدن روسيا في الكيان الفدرالي الروسي كالوغا أوبلاست.

## توأمة
لأوبنينسك اتفاقيات توأمة مع:
- تيراسبول

## أعلام
- الكسندر غوردون
- أليكسي موروزوف
- أوليغ موروزوف
- إيليا بوبوف
- لينا كراسنوروتسكايا